# Paradise Theatre
Paradise Theatre is het tiende studioalbum van Styx uit Chicago.

## Inleiding
Het is een conceptalbum over het Paradise Theatre in die stad, dat tijdens de opening in 1928 werd aangekondigd als een van de grootste bioscopen voor de 20e eeuw. Echter dat bleke inde praktijk alleen te gelden voor stomme films. De akoestiek bleek bij de introductie bij de geluidsfilms dermate slecht dat het uiteindelijk daardoor moest sluiten.
Paradise Theatre werd een van de populairste albums van Styx, maar was er bijna niet gekomen. In de tournee volgend op de release van Cornerstone, de zogenaamde Great Dacathlon liepen de spanningen tussen DeYoung en de anderen zo hoog op, dat ze besloten DeYoung te ontslaan. Dat gaf direct een probleem, want wie zou hem moeten opvolgen. Dat bleek minder eenvoudig dan gedacht. Edie Wohlford uit Shaws oude band Harvest speelde twee keer voor, maar uiteindelijk bleek Styx zonder DeYoung geen Styx (en DeYoung zonder Styx geen DeYoung). Uiteindelijk kwam DeYoung onder afspraken terug bij Styx en werd begonnen aan de opnamen van Paradise Theatre. De inbreng van de anderen is groter geworden, het album klinkt steviger dan haar voorgangers, terwijl toch bij het merendeel van de nummers DeYoung betrokken was.

## Musici
Styx
- Dennis DeYoung – toetsinstrumenten, zang
- Chuck Panozzo – basgitaar
- John Panozzo – slagwerk, percussie
- Tommy Shaw – gitaar, zang, vocoder
- James Young – gitaar, zang

Additional personnel
- Dan Barber – trompet
- Steve Eisen - saxofoonsolo
- Mike Halpin – trombone
- John Haynor - trombone
- Mark Ohlson - trompet
- Billy Simpson – blaasinstrumenten

## Muziek
| Nr. | Titel                                       | single                      | Duur |
| --- | ------------------------------------------- | --------------------------- | ---- |
| 1.  | A.D. 1928 (DeYoung)                         |                             | 1:08 |
| 2.  | Rockin’ the paradise (DeYoung, Young, Shaw) | A-kant                      | 3:35 |
| 3.  | Too much time on their hands (Shaw)         | A-kant                      | 4:31 |
| 4.  | Nothing ever goes as planned (DeYoung)      | A-kant                      | 4:48 |
| 5.  | The best of times (DeYoung)                 | A-kant                      | 4:19 |
| 6.  | Lonely people (DeYoung)                     |                             | 5:28 |
| 7.  | She cares (Shaw)                            |                             | 4:17 |
| 8.  | Snowblind (Young, DeYoung)                  | B-kant Rockin’ the paradise | 5:00 |
| 9.  | Half-penny, two-penny (Young, Ray Brandle)  |                             | 4;33 |
| 10. | A.D. 1958 (DeYoung)                         |                             | 2:27 |
| 11. | State Street Sadie (DeYoung)                |                             | 0:28 |

### Thema
Het centrale thema van het album is het Paradise Theatre, maar het was een vertaling van de algemene toestand in de Verenigde Staten, aldus DeYoung later. Een groots land in verval, hetgeen blijkt uit diverse teksten. In de Pumpkin Studios in Oak Lawn kwamen de volgende nummers voorbij. A.D. 1928 is een intro tot het volgende nummer Rockin’ the Paradise. Dat nummer is optimistisch van aard, zoals de leden van Styx de VS in hun jeugd kenden. Too much gaat over de tijd die Shaw moest doorbrengen tussen zijn huis en de geluidsstudio, 2 uur heen rijden en 2 uur terug; het kwam pas tot stand toen het album bijna af was. Nothing ever goes as planned is het tegenovergestelde van Crystal Ball. The best of times, het hoogtepunt. Lonely people gaat over de sociale uiteenval van de VS. She cares is het qua klank afwijkende nummer op dit album. Snowblind gaat over cocaïneverslaving. Het nummer is een aanklacht tegen het gebruik van harddrugs, maar werd zelf onderwerp van discussie. Er zouden verborgen teksten in het nummer zitten, die bij achterwaarts afspelen duivels zouden zijn. De schrijver Young kon niets anders dan ontkennen. Half-penny, two penny is een nummer dat dateert uit de tijd voordat Styx platen opnam. Het werd een strijd om royalty's, de medeschrijver van het lied Ray Brandle werd niet bij de credits genoemd. A.D. 1958, het sluitingsjaar van het theater. State Street Sadie is een instrumentaal afsluiter, Deyoung als een soort barpianist.

## Hitnotering
Het album is het enige album van Styx dat de nummer 1-positie in de Billboard Album Top 200 haalde. Dat was het resultaat of juist de oorzaak van een hele rij singles die van het album werden afgehaald. Er kwam in de Verenigde Staten een uitgebreide mediacampagne aan te pas om het album te verkopen. In Nederland was het juist minder populair dan haar voorganger, het haalde drie weken notering met een hoogste plaats nr. 23 in de voorganger van Album Top 100. In tegenstelling tot de Verenigde Staten haalde geen van de singles een notering. In het Verenigd Koninkrijk haalde het album plaats nr 8 in 8 weken, alleen The best of times haalde daar een singlenotering.